# Nashua (New Hampshire)
|  | Dieser Artikel wurde aufgrund von inhaltlichen Mängeln auf der Qualitätssicherungsseite des Projektes USA eingetragen. Hilf mit, die Qualität dieses Artikels auf ein akzeptables Niveau zu bringen, und beteilige dich an der Diskussion! Folgende Mängel sollten behoben werden, bevor diese Markierung entfernt werden kann: Viel Spielraum für Verbesserungen, da praktisch kaum Inhalt. |

Nashua ist eine Stadt in Hillsborough County (Bundesstaat New Hampshire) in den Vereinigten Staaten. Im Jahr 2020 hatte sie 91.322 Einwohner. Damit war sie nach Manchester die zweitgrößte Stadt des Staates.

## Verkehr
Die Stadt ist über den U.S. Highway 3 mit Manchester und Concord im Norden sowie Boston im Süden verbunden. Nordwestlich des Stadtzentrums liegt der Flugplatz Boire Field.

## Wirtschaft und Kultur
Die Hellenic American University hat ihren Sitz in Nashua sowie in Athen, Griechenland. 

## Söhne und Töchter der Stadt
- George Albert Guertin (1869–1931), römisch-katholischer Geistlicher, Bischof von Manchester
- Thomas Edmund Molloy (1884–1956), römisch-katholischer Geistlicher, Bischof von Brooklyn
- Shepard Stone (1908–1990), Journalist, Historiker, Diplomat und Gründer des Berliner Aspen-Instituts, Ehrenbürger der Stadt Berlin
- Henry Aristide Boucher (1921–2009), Politiker und ehemaliger Vizegouverneur von Alaska
- Walter R. Peterson (1922–2011), Politiker und ehemaliger Gouverneur von New Hampshire
- Antoni Naumczyk (1925–1969), polnischer katholischer Priester, Dozent der Polnisch-Katholischen Kirche, Generalvikar und Friedensaktivist
- Alvin Lucier (1931–2021), Komponist von neuer Musik, Minimal Music und Klang-Experimenten
- Gordon E. Williams (1935–2018), Generalmajor der United States Air Force
- Judd Gregg (* 1947), US-Senator für New Hampshire, Ausschussvorsitzender im United States Senate Committee on the Budget
- Paul Levesque (* 1969), Profiwrestler, auch Hunter Hearst Helmsley bzw. Triple H oder kurz HHH
- Ray LaMontagne (* 1973), Folk-Songwriter
- Randy Harrison (* 1977), Schauspieler
- Daniel Lehmann (* 1977), Schweizer Koch
- Jeff Giuliano (* 1979), Eishockeyspieler
- Mandy Moore (* 1984), Pop-Sängerin und Schauspielerin
- Maggie Goodlander (* 1986), US-amerikanische Politikerin
- Mark Fayne (* 1987), Eishockeyspieler
- Katelin Guregian (* 1987), Ruderin
- Alexandra Socha (* 1990), Schauspielerin